# Charlotte Montagu Douglas Scott, vévodkyně z Buccleuch
Charlotte Montagu Douglas Scott, vévodkyně z Buccleuch, VA (rozená Thynne; 10. dubna 1811, Longleat – 28. března 1895, Ditton Park) byla britská peerka, dcera Thomase Thynnea, 2. markýze z Bathu. V roce 1829 se provdala za Waltera Montagu Douglas Scotta, 5. vévodu z Buccleuch. Měli spolu sedm dětí, včetně Williama Montagu Douglas Scotta, 6. vévody z Buccleuch; Henryho Montagu-Scotta, 1. barona Montagu z Beaulieu; a admirála britského královského námořnictva Charlese Montagu Douglas Scotta.
V letech 1841 až 1846 sloužila jako Mistress of the Robes královny Viktorie jako členka vlády Roberta Peela. Její manžel, neochvějný konzervativec, také sloužil v Peelově vládě, a vévodkyně využívala své konexe k získání přízně pro své bratry. S královnou zůstaly doživotními přítelkyněmi, přičemž se královna stala kmotrou Charlottiny dcery Victorie. Charlotte královně radila při její návštěvě Skotska. V roce 1860 vévodkyně přestoupila ke katolické víře. Zapojila se do filantropického úsilí ve Skotsku a zemřela v roce 1895 v Ditton Parku.

## Původ a rodina
Charlotte Anne Thynne se narodila 10. dubna 1811 v sídle své rodiny v Longleat, Wiltshire jako nejmladší dcera a desáté dítě Thomase Thynnea, 2. markýze z Bathu, a Isabelly Elizabeth Byngové, dcery George Bynga, 4. vikomta Torringtona. Mezi její sourozence patřili Henry Thynne, 3. markýz z Bathu; Elizabeth Campbellová, hraběnka Cawdorová; a Louisa Lascellesová, hraběnka z Harewoodu.

## Manželství
13. března 1829 se sedmnáctiletá Charlotte v kostele sv. Jiří na Hanover Square v Londýně provdala za o pět let staršího Waltera Montagu Douglas Scotta, 5. vévodu z Buccleuch, čímž se stala vévodkyní z Buccleuch a Queensberry. Vévodou se Walter stal ve třinácti letech po smrti svého otce. Podle současného časopisu The Lady's Realm jejich „romantické“ zasnoubení následovalo poté, co mladý vévoda navštívil jejího otce a setkal se s lady Charlotte. Když se loučili, viděl v jejích očích slzy, které ho přiměly, aby otočil kočár a obrátil se přímo k jejímu otci se žádostí o její ruku. Páru se později narodili čtyři synové a tři dcery. Mezi jejich dětmi byli William Montagu Douglas Scott, 6. vévoda z Buccleuch a Henry Montagu-Scott, 1. baron Montagu z Beaulieu.

## Pozdější život
V roce 1841 se Charlotte stala po vévodkyni ze Sutherlandu Mistress of the Robes královny Viktorie. Nový premiér Robert Peel ji osobně vybral za členku svého nově vzniklé vlády. Post později zastávala také její snacha Louisa. Její manžel byl neochvějný konzervativec a v letech 1842 až 1845 působil jako lord tajné pečetě v Peelově vládě; vévodkyně využívala své konexe k získání přízně pro své bratry.
Vévodkyně z Buccleuchu a královna Viktorie byly celoživotními přítelkyněmi, přičemž panovnice vévodkyni popsala jako „příjemnou, rozumnou a chytrou osobu“. V roce 1842 jí Charlotte v Buckinghamském paláci během příprav na královninu návštěvu Skotska radila ohledně země. Vévoda a vévodkyně pomáhali bavit královnu a prince Alberta po jejich příjezdu do Dalkeithu. Historik Alex Tyrrell píše, že vévodkyně pomohla "upevnit vliv konzervativců v královské domácnosti a působit proti vzpomínkám na Bedchamber Crisis." Královna se stala kmotrou Charlottiny dcery Victorie Alexandrine, která byla pokřtěna v dubnu 1845 v Buckinghamském paláci. Montagu-Douglas-Scottovi byli patrony umělce Roberta Thorburna a pověřili ho, aby namaloval několik portrétů vévodkyně, včetně dvojportrétu jí a dcery Victorie; ten byl v roce 1847 darován královně Viktorii.
Vévodkyně z Buccleuch rezignovala na svůj post Mistress of the Robes v roce 1846 a byla nahrazena vévodkyní ze Sutherlandu. Obdržela Královský řád Viktorie a Alberta třetí třídy.
Vévodkynina hluboká víra byla ovlivněna jejím bratrem, reverendem Johnem Thynnem, který byl vysokým církevním kanovníkem ve Westminsterském opatství. S manželem v Dalkeithu postavili episkopální kostel Panny Marie. K vévodově zármutku konvertovala v roce 1860 k římskokatolické církvi, „poté, co se po mnoho let potýkala se svým svědomím kvůli utrpení, které by to způsobilo jejímu presbyteriánskému manželovi.“ Brzy po svatbě se spřátelila s Cecil, markýzou z Lothianu, další přední skotskou katoličkou. Společně se věnovaly filantropické práci v Edinburghu a lady Lothianová pomohla přesvědčit vévodkyni, aby se rozhodla konvertovat. Její bratr Charles také konvertoval ke katolicismu.
Vévodkyně měla ráda zahradničení a terénní úpravy a mnoho času trávila dozorem nad zahradami hradu Drumlanrig. Její manžel zemřel v dubnu 1884 a ona se pak přestěhovala do Ditton Parku ve Slough, Buckinghamshire. Hodně ji zasáhla smrt jejího syna Waltera v roce 1895; The Lady's Realm napsal, že se z toho vévodkyně vdova "nikdy nevzpamatovala". Zemřela v Ditton Park 28. března 1895 a byla pohřbena v Dalkeith Palace. Až do své smrti podporovala řeholní kongregaci Chudí služebníci Matky Boží a věnovala se i dalším aktivitám.
Role vévodkyně se objevila ve 2. sérii televizního drama Victoria, v němž ji ztvárnila britská herečka Diana Rigg.

## Potomci
Vévodský manželský pár měl spolu sedm dětí, čtyři syny a tři dcery:
- William Montagu Douglas Scott, 6. vévoda z Buccleuch (9. září 1831 – 5. listopadu 1914); hrabě z Dalkeithu, vévoda z Buccleuch a Queensberry, v roce 1859 se oženil s lady Louise Jane Hamiltonovou; byl dědem Alice, vévodkyně z Gloucesteru, a prapradědem Sarah, vévodkyně z Yorku.
- Henry Montagu-Scott, 1. baron Montagu z Beaulieu (5. listopadu 1832 – 4. listopadu 1905); v roce 1865 se oženil s lady Cecily Susan Stuart-Wortleyovou.
- Walter Charles Montagu Douglas Scott (2. března 1834 – 3. března 1895); v roce 1858 se oženil s Annou Marií Cradock-Hartoppovou.
- Charles Montagu Douglas Scott (20. října 1839 – 21. srpna 1911); vrchní velitel Plymouthu; v roce 1883 se oženil s Adou Mary Ryanovou.
- Victoria Alexandrina Montagu Douglas Scott (20. listopadu 1844 – 19. června 1938); poprvé se provdala v roce 1865 za Schomberga Kerra, 9. markýze z Lothianu, podruhé v roce 1903 za Bertrama Chetwynd-Talbota.
- Margaret Elizabeth Montagu Douglas Scott (10. října 1846 – 5. února 1918); v roce 1875 se provdala za Donalda Camerona z Lochielu.
- Mary Charlotte Montagu Douglas Scott (6. srpna 1851 – 13. prosince 1908); v roce 1877 se provdala za Waltera Rodolpha Trefusise.

## Vývod z předků
|                                                        |                                         |  |                                   |                                                    |  |  |  |  |  |  |  | Thomas Thynne |
|                                                        |                                         |  |                                   |                                                    |  |  |  |  |  |  |  |               |
|                                                        | Thomas Thynne, 2. vikomt Weymouth       |  |                                   |                                                    |  |  |  |  |  |  |  |               |
|                                                        |                                         |  |                                   |                                                    |  |  |  |  |  |  |  |               |
|                                                        |                                         |  |                                   | Mary Villiersová                                   |  |  |  |  |  |  |  |               |
|                                                        |                                         |  |                                   |                                                    |  |  |  |  |  |  |  |               |
|                                                        | Thomas Thynne, 1. markýz z Bathu        |  |                                   |                                                    |  |  |  |  |  |  |  |               |
|                                                        |                                         |  |                                   |                                                    |  |  |  |  |  |  |  |               |
|                                                        |                                         |  |                                   | John Carteret, 2. hrabě Granville                  |  |  |  |  |  |  |  |               |
|                                                        |                                         |  |                                   |                                                    |  |  |  |  |  |  |  |               |
|                                                        | Louisa Carteretová                      |  |                                   |                                                    |  |  |  |  |  |  |  |               |
|                                                        |                                         |  |                                   |                                                    |  |  |  |  |  |  |  |               |
|                                                        |                                         |  |                                   | Frances Worsleyová                                 |  |  |  |  |  |  |  |               |
|                                                        |                                         |  |                                   |                                                    |  |  |  |  |  |  |  |               |
|                                                        | Thomas Thynne, 2. markýz z Bathu        |  |                                   |                                                    |  |  |  |  |  |  |  |               |
|                                                        |                                         |  |                                   |                                                    |  |  |  |  |  |  |  |               |
|                                                        |                                         |  |                                   | Henry Bentinck, 1. vévoda z Portlandu              |  |  |  |  |  |  |  |               |
|                                                        |                                         |  |                                   |                                                    |  |  |  |  |  |  |  |               |
|                                                        | William Bentinck, 2. vévoda z Portlandu |  |                                   |                                                    |  |  |  |  |  |  |  |               |
|                                                        |                                         |  |                                   |                                                    |  |  |  |  |  |  |  |               |
|                                                        |                                         |  |                                   | Elizabeth Noelová                                  |  |  |  |  |  |  |  |               |
|                                                        |                                         |  |                                   |                                                    |  |  |  |  |  |  |  |               |
|                                                        | Elizabeth Bentincková                   |  |                                   |                                                    |  |  |  |  |  |  |  |               |
|                                                        |                                         |  |                                   |                                                    |  |  |  |  |  |  |  |               |
|                                                        |                                         |  |                                   | Edward Harley, 2. hrabě z Oxfordu a hrabě Mortimer |  |  |  |  |  |  |  |               |
|                                                        |                                         |  |                                   |                                                    |  |  |  |  |  |  |  |               |
|                                                        | Margaret Harleyová                      |  |                                   |                                                    |  |  |  |  |  |  |  |               |
|                                                        |                                         |  |                                   |                                                    |  |  |  |  |  |  |  |               |
|                                                        |                                         |  |                                   | Henrietta Cavendish Hollesová                      |  |  |  |  |  |  |  |               |
|                                                        |                                         |  |                                   |                                                    |  |  |  |  |  |  |  |               |
| Charlotte Montagu Douglas Scott, vévodkyně z Buccleuch |                                         |  |                                   |                                                    |  |  |  |  |  |  |  |               |
|                                                        |                                         |  |                                   |                                                    |  |  |  |  |  |  |  |               |
|                                                        |                                         |  | George Byng, 1. vikomt Torrington |                                                    |  |  |  |  |  |  |  |               |
|                                                        |                                         |  |                                   |                                                    |  |  |  |  |  |  |  |               |
|                                                        | George Byng, 3. vikomt Torrington       |  |                                   |                                                    |  |  |  |  |  |  |  |               |
|                                                        |                                         |  |                                   |                                                    |  |  |  |  |  |  |  |               |
|                                                        |                                         |  |                                   | Margaret Masterová                                 |  |  |  |  |  |  |  |               |
|                                                        |                                         |  |                                   |                                                    |  |  |  |  |  |  |  |               |
|                                                        | George Byng, 4. vikomt Torrington       |  |                                   |                                                    |  |  |  |  |  |  |  |               |
|                                                        |                                         |  |                                   |                                                    |  |  |  |  |  |  |  |               |
|                                                        |                                         |  |                                   | Lionel Daniel                                      |  |  |  |  |  |  |  |               |
|                                                        |                                         |  |                                   |                                                    |  |  |  |  |  |  |  |               |
|                                                        | Elizabeth Danielová                     |  |                                   |                                                    |  |  |  |  |  |  |  |               |
|                                                        |                                         |  |                                   |                                                    |  |  |  |  |  |  |  |               |
|                                                        |                                         |  |                                   | Martha Masterová                                   |  |  |  |  |  |  |  |               |
|                                                        |                                         |  |                                   |                                                    |  |  |  |  |  |  |  |               |
|                                                        | Isabella Elizabeth Byngová              |  |                                   |                                                    |  |  |  |  |  |  |  |               |
|                                                        |                                         |  |                                   |                                                    |  |  |  |  |  |  |  |               |
|                                                        |                                         |  |                                   | Charles Boyle, 4. hrabě z Orrery                   |  |  |  |  |  |  |  |               |
|                                                        |                                         |  |                                   |                                                    |  |  |  |  |  |  |  |               |
|                                                        | John Boyle, 5. hrabě z Corku            |  |                                   |                                                    |  |  |  |  |  |  |  |               |
|                                                        |                                         |  |                                   |                                                    |  |  |  |  |  |  |  |               |
|                                                        |                                         |  |                                   | Elizabeth Cecilová                                 |  |  |  |  |  |  |  |               |
|                                                        |                                         |  |                                   |                                                    |  |  |  |  |  |  |  |               |
|                                                        | Lucy Boyleová                           |  |                                   |                                                    |  |  |  |  |  |  |  |               |
|                                                        |                                         |  |                                   |                                                    |  |  |  |  |  |  |  |               |
|                                                        |                                         |  |                                   | John Hamilton                                      |  |  |  |  |  |  |  |               |
|                                                        |                                         |  |                                   |                                                    |  |  |  |  |  |  |  |               |
|                                                        | Margaret Hamiltonová                    |  |                                   |                                                    |  |  |  |  |  |  |  |               |
|                                                        |                                         |  |                                   |                                                    |  |  |  |  |  |  |  |               |
|                                                        |                                         |  |                                   | Lucy Doppingová                                    |  |  |  |  |  |  |  |               |
|                                                        |                                         |  |                                   |                                                    |  |  |  |  |  |  |  |               |